# آلیس (ترانه لیدی گاگا)
«آلیس» (انگلیسی: Alice) ترانه‌ای از خواننده آمریکایی لیدی گاگا به‌عنوان قطعه دوم ششمین آلبوم استودیویی‌اش، کروماتیکا (۲۰۲۰) است. این ترانه به شخصیت داستانی آلیس و سرزمین عجایب از رمان ۱۸۶۵ آلیس در سرزمین عجایب از لوئیس کارول اشاره دارد. این ترانه وارد جدول‌های فروش بیش از ده کشور شد و به‌طور کلی با استقبال مثبت از منتقدان روبرو شد.